# دریاچه آبانو
دریاچه آبانو (به لاتین: Abano Mineral Lake Natural Monument) یک دریاچه آب معدنی در گرجستان است.